# Marlene Zuk
Marlene Zuk (née le 20 mai 1956) est une spécialiste américaine de biologie évolutionniste et d'écologie comportementale. Elle a été professeure de biologie à l'université de Californie à Riverside (UCR) dès 1989, puis dès 2012 à l'université du Minnesota. Ses travaux portent notamment sur la sélection sexuelle et sur les parasites. 

## Biographie
Marlene Zuk est née à Philadelphie, en Pennsylvanie ; elle est originaire de Los Angeles. Elle suit des études de biologie à l'université de Californie à Riverside (UCR), où elle commence à enseigner.
En 1982, elle expose en collaboration avec William Donald Hamilton l'hypothèse des « bons gènes » (en), une explication de certains aspects de la sélection intersexuelle. 
En 1986, elle entreprend des études à l'université du Michigan et y obtient un doctorat,. Marlene Zuk est professeure au département d'écologie, d'évolution et de comportement du Collège des sciences biologiques. Elle est la doyenne associée de la faculté.   
Marlene Zuk a reçu des doctorats honorifiques de l'université suédoise d'Uppsala (2010) et de l'université de Jyväskylä en Finlande (2016).

## Recherches

### Thèmes
Les recherches de Marlene Zuk portent sur l'évolution du comportement sexuel (celui des parasites notamment), le choix du partenaire et le comportement animal. En 1996, elle reçoit une subvention annuelle de la Fondation nationale pour la science pour une enquête sur la manière dont les variations chez les femelles affectent la sélection sexuelle et sur les traits chez les mâles indiquant la vigueur. 
Un autre thème récurrent dans les écrits et les conférences de Zuk est le féminisme et la place des femmes en sciences. 

### Paleofantasy
Elle critique la vision fantaisiste des comportements de nos ancêtres chasseurs-cueilleurs, qui devraient prétendument nous servir de modèles dans son livre Paleofantasy: What Evolution Really Tells Us about Sex, Diet, and How We Live (2013). Par exemple, le régime dit paléolithique, qui privilégie la viande, le poisson et les fruits, au détriment des céréales et des laitages, ne repose selon elle sur aucun fondement scientifique. Elle rappelle que le régime des chasseurs-cueilleurs a beaucoup varié au cours des millénaires et d’un endroit à l'autre de la planète. Il n'y a donc pas un régime « préhistorique » ; de plus, ce qui convenait à nos ancêtres, étant donné leur environnement, ne nous convient plus aujourd'hui.
Selon Marlene Zuk notre mode de vie en général, nos relations avec l’autre sexe, l'éducation donnée aux enfants, ne doivent, pas plus que notre alimentation, se calquer sur les comportements supposés des hommes préhistoriques. L'idée selon laquelle ces hommes auraient été, contrairement à nous, parfaitement adaptés à leur milieu, constitue une « paléofantaisie » ; nos ancêtres ont dû évoluer et trouver des compromis en réponse aux changements auxquels ils ont été confrontés au cours du temps.

### Pièges de l'anthropomorphisme
Marlene Zuk met en garde contre les écueils de l'anthropomorphisme qui conduit certains scientifiques à assimiler les comportements animaux aux comportements humains (par exemple, à identifier chez certaines espèces de fourmis des pratiques « esclavagistes »). Elle critique également l'affirmation selon laquelle certaines conduites sexuelles de l'être humain seraient plus ou moins « naturelles », affirmation prétendument déduite d'observations menées sur les animaux.

### Femmes et science
Zuk est attachée à promouvoir la place des femmes dans le domaine scientifique. Dans un éditorial du Los Angeles Times en 2018, intitulé : « Le fait que le nombre d'hommes surpasse celui des femmes dans les sciences n'a rien de naturel », elle réfute la thèse selon laquelle les femmes sont sous-représentées dans les filières scientifiques parce qu'elles préfèreraient les humanités. Zuk met en évidence la relation étroite entre la nature et l'éducation ; les garçons et les filles n'étant pas élevés de manière identique, il est impossible, selon elle, de prouver l'existence d'un penchant ou d'une aversion des femmes dans leur relation aux sciences. La sous-représentation féminine dans un champ académique n'est pas attribuable à une cause innée.

## Œuvres
Ses livres et articles comprennent notamment :
- [14]
- (en) Sexual Selections: what we can and can't learn about sex from animals, Berkeley, University of California Press, 2002 (ISBN 978-0520240759)
- (en) Riddled with Life: Friendly Worms, Ladybug Sex, and the Parasites That Make Us Who We Are, New York, Harcourt, Inc., 2007 (ISBN 978-0156034685)
- (en) « Can bugs improve your sex life? », Wall Street Journal,‎ 1er août 2011 (lire en ligne)
- (en) Sex on Six Legs: Lessons on Life, Love and Language from the Insect World, New York, Houghton Mifflin Harcourt, 2011 (ISBN 978-0151013739)
- (en) « Bring on the aerial ant sex », Los Angeles Times,‎ 29 avril 2012 (lire en ligne)
- (en) « Anthropomorphism: A Peculiar Institution », The Scientist, vol. 26,‎ 2012, p. 66–67 (lire en ligne)
- (en) Paleofantasy: What Evolution Really Tells Us about Sex, Diet, and How We Live, New York, W. W. Norton & Company, 2013 (ISBN 978-0393347920)
- (en) « Shallow ponds prompt fitness-favorable species interbreeding », Science, vol. 367, no 6484,‎ 20 mars 2020, p. 1304–1305 (ISSN 0036-8075 et 1095-9203, PMID 32193310, DOI 10.1126/science.abb2398, lire en ligne, consulté le 11 août 2020)

## Récompenses et honneurs
- 2015 : Prix Edward O. Wilson Naturalist de l'American Society of Naturalists[15],[16]
- 2017 : Membre de l'Académie américaine des arts et des sciences[17],[18]
- 2019 : Académie nationale des sciences[19]

La Société pour la biologie intégrative et comparative a donné le nom de M. Zuk à son prix de bourse pour une présentation orale exceptionnelle dans la section « comportement animal ».